# Giovanni Anselmo
Giovanni Anselmo (né le 5 août 1934 à Borgofranco d'Ivrea (province de Turin, Piémont) en Italie et mort le 18 décembre 2023 à Turin) est un artiste italien dont l'œuvre s'inscrit dans le mouvement de l’Arte povera.

## Biographie
Giovanni Anselmo fait partie du groupe d'artistes à Turin ayant donné naissance au mouvement de l’Arte Povera — que ces artistes préfèrent qualifier d'attitude — comme Michelangelo Pistoletto, Mario Merz, Luciano Fabro, Gilberto Zorio, Alighiero Boetti, et étroitement lié au groupe d'artistes à Rome où travaillent par exemple : Pino Pascali et Jannis Kounellis.

## Style
Les œuvres d'Anselmo sont constitués de matériaux pauvres, tel que le granit ou le fer, qui cherchent à rendre perceptible les lois de l'univers ou des processus physiques, comme la pesanteur. Par exemple, les œuvres réalisées entre 1967 et 1969 sont lié à l'énergie, à la torsion, à la dynamique et au temps. Cette recherche a commencé le 16 août 1965, lorsqu'Anselmo assista à un coucher de soleil au sommet du Stromboli, et qu'il vit son ombre disparaître dans l'infini.

## Exemples d'œuvres

### Infinito, 1971
Infinito est une brique de plomb portant l'inscription finito au bord de sa face supérieure, ce qui peut laisser suggérer que la syllabe in a été coupée.
La présence de matière, le fini réel, laissent penser à l'existence d'une non-matière, l'infini impalpable, engendrant ainsi un nouvel espace de dimension supérieure. Cet espace pouvant être assimilé à une source anthropologique de pensées collectives.

### Sans titre, (granit, laitue, fil de cuivre), 1968
Sans titre est une sculpture composée d'un bloc de granit au sommet duquel un plus petit bloc de granit est attaché par un fil de cuivre. Entre les deux une laitue fraîche est maintenue compressée. Lorsqu'elle se flétrit une dépression se crée et le petit bloc, entraîné par son poids, bascule. Une nouvelle laitue est ensuite mise en place.
La confrontation de l'immuabilité de la pierre et de la fragilité de la laitue permet la création d'un temps cyclique, marqué par le flétrissement de la laitue, dans un équilibre précaire qui nécessite régulièrement d'être renouvelé.

### Ciel raccourci, 1969-1970

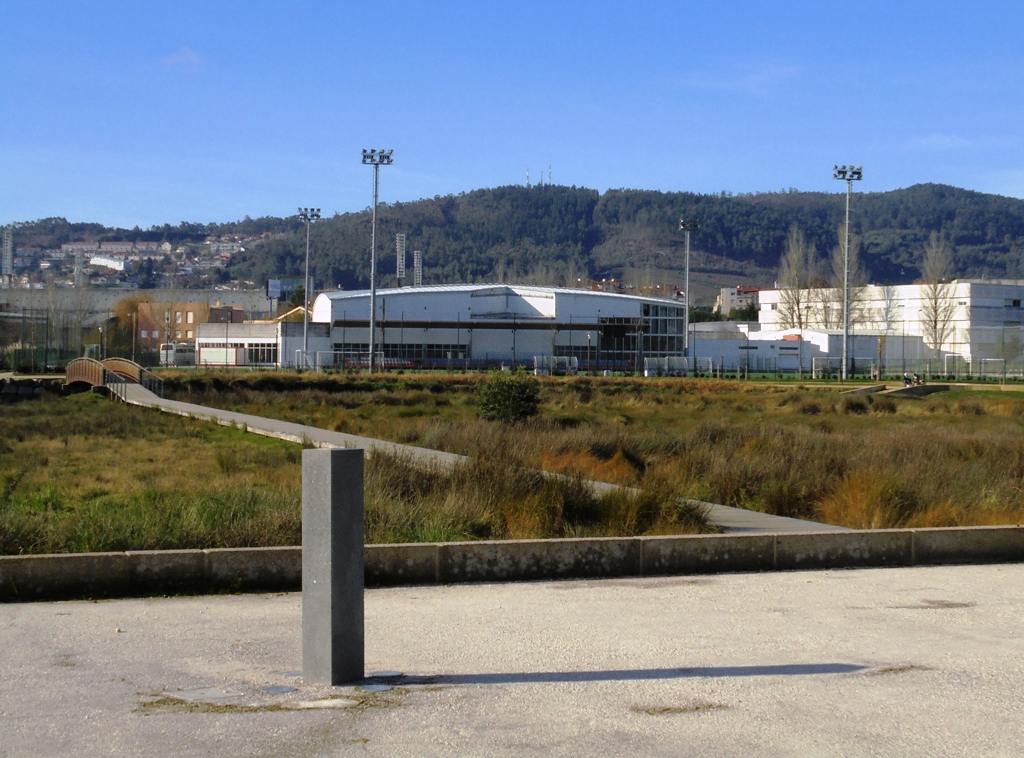
Ciel raccourci, 1999.

Il existe six versions de cette œuvre, nommée Cielo accorciato en italien et Cielo acortado en espagnol datant de différentes années (la première datant de 1969-1970) et situées à différents emplacements. L'une d'elles est située sur l'Île des Sculptures, à Pontevedra. Cette sculpture de Giovanni Anselmo en granit gris foncé raccourcit la distance entre l'homme et le ciel d'un mètre vingt ou un mètre trente. C'est une réflexion sur l'infinité inatteignable du cosmos. L'être humain (d'existence finie dans le temps et l'espace) est toujours curieux de mesurer et de raccourcir le ciel[réf. souhaitée].
Dans la version de Pontevedra, la végétation basse de la jonchaie qui entoure la sculpture accentue encore cet appel à l'infini[réf. souhaitée].